# André Gantman
André Gantman, né en 1950, est un avocat et un politicien flamand, et un ancien responsable communautaire juif.

## Biographie
Gantman a étudié le droit à la VUB et y a obtenu un diplôme de licencié en droit européen et un Master of Laws in International and Comparative Law. Son père a été interné dans un camp de prisonniers de guerre russes pendant la Seconde Guerre mondiale et sa mère a échappé de justesse à la mort à Auschwitz. 
Exerçant la profession d'avocat, il a défendu les victimes juives d'un attentat anti juif commis à Anvers en 1980 par un membre du Fatah. Il est devenu la même année président  de la branche belge de B'nai B'rith, une organisation juive qui présente des similitudes avec la franc-maçonnerie puis, de 1984 à 1986, président du Comité de coordination des organisations juives de Belgique. Il se définit lui-même comme un Juif laïque. En avril 2002, il a déclaré que « le (Vlaams) Blok est le seul parti qui défend la communauté juive ».
De 1995 à 2000 il a été échevin libéral du Personnel à Anvers. Sa carrière politique a pris fin lors de son incarcération le 20 mars 2000 pendant deux mois, poursuivi pour blanchiment, complicité de faillite frauduleuse, abus de confiance et fraude fiscale. Il était accusé d'avoir détourné environ 1,3 million d'euros (54 millions de francs belges) que l'armateur israélien Tsvi Vered-Rosenfeld lui avait confié en chèques au porteur entre 1993 et 1996 pour corrompre des politiciens flamands, notamment du CVP dans le cadre de l'enquête sur la faillite de sa société ABC Containerline. Gantman avait en fait placé cet argent sur un compte bancaire suisse appartenant à sa belle-mère de l'époque, et en avait utilisé une partie (250 000 euros) pour s'acheter une luxueuse villa à Berchem. Il avait d'abord prétendu que cet argent correspondait à des honoraires, mais a finalement avoué en janvier 2006. Il a été condamné le 2 mars 2006 à 18 mois avec sursis pour abus de confiance, blanchiment et détournements de fonds,,,,,.
Lors des élections communales d'Octobre 2012,  Gantman est placé sur la liste électorale N-VA d'Anvers. Il est élu et devient président du groupe N-VA au conseil communal d’Anvers.